# Bitó sud-americà
El bitó sud-americà (Botaurus pinnatus) és una espècie d'ocell de la família dels ardèids (Ardeidae) que habita canyars, aiguamolls i rius tranquils del sud-est de Mèxic incloent la Península del Yucatán, Costa Rica i El Salvador, Colòmbia i oest de l'Equador, nord de Veneçuela i Trinitat, est de Veneçuela i Guaiana, Brasil oriental, el Paraguai, Uruguai i nord de l'Argentina.